# عسل‌مرغ کاسین
عسل‌مرغ کاسین (نام علمی: Prodotiscus insignis)، که همچنین به عنوان عسل‌یاب کاسین شناخته می‌شود، گونه ای از پرندگان تیرهٔ عسل‌یابان (Indicatoridae) است.
دامنه آن در سراسر جنگل‌های بارانی گرمسیری آفریقا (همچنین بر روی شکاف داهومی همپوشانی دارد) گسترش می‌یابد.